# Astragalus saganlugensis
Astragalus saganlugensis är en ärtväxtart som beskrevs av Ernst Rudolf von Trautvetter. Astragalus saganlugensis ingår i släktet vedlar, och familjen ärtväxter. Inga underarter finns listade i Catalogue of Life.